# خانقاه (خدا أفرين)
خانقاه هي قرية في مقاطعة خدا أفرين، إيران. عدد سكان هذه القرية هو 90 في سنة 2006.